# Mga
Mga (ros. Мга) – rzeka w północno-zachodniej Rosji w obwodzie leningradzkim o długości 77 km. Mga jest lewym dopływem Newy.
Największym miastem położonym nad rzeką jest Mga.